# Nombre de Keulegan-Carpenter

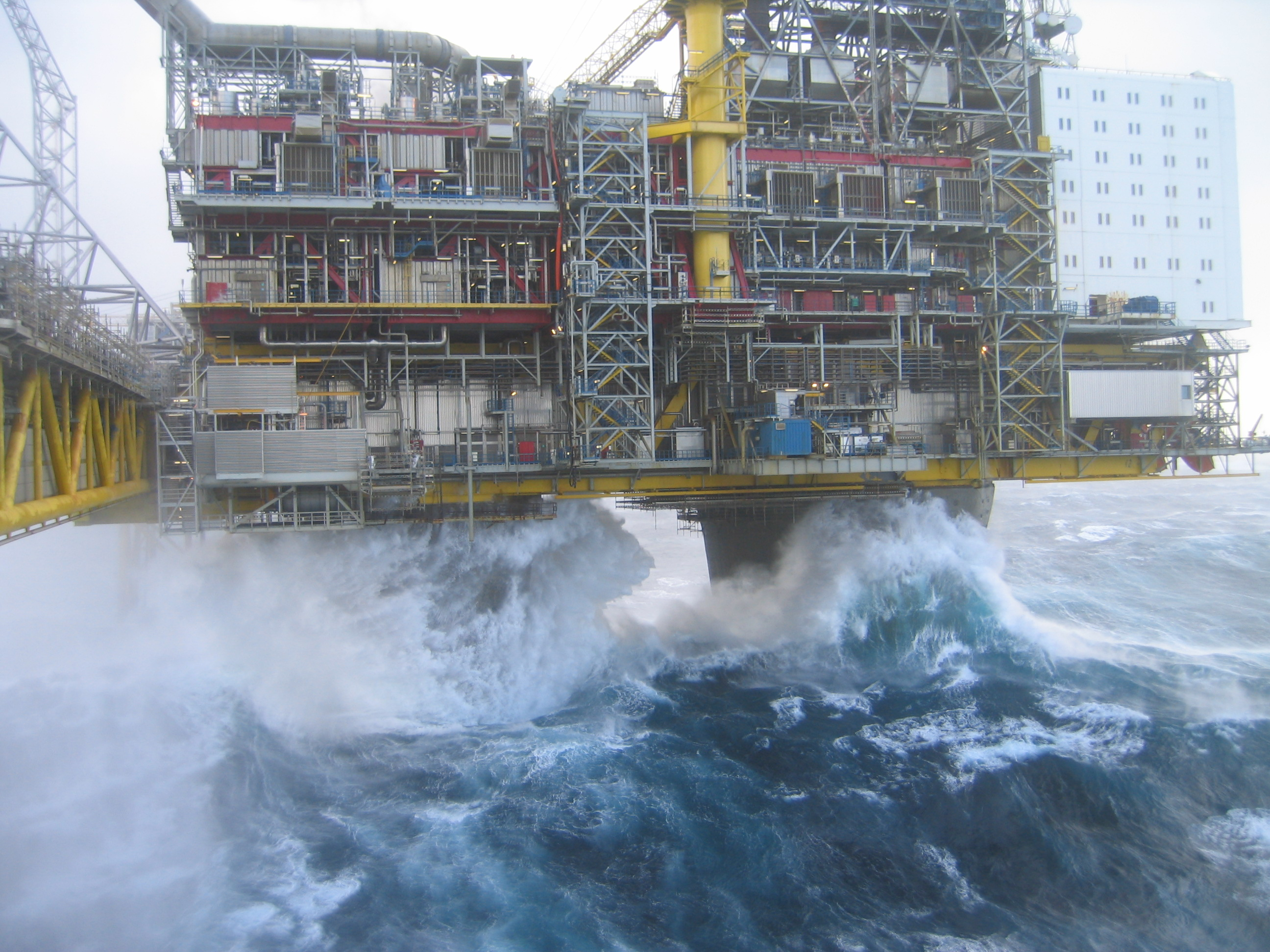
El nombre de Keulegan-Carpenter és important per al càlcul de les forces de les ones a les plataformes marítimes

En la dinàmica de fluids, el nombre de Keulegan-Carpenter ({\displaystyle K_{C}}) també anomenat nombre de període, és una magnitud adimensional que descriu la importància relativa de les forces d'arrossegament sobre les forces d'inèrcia per als objectes en un flux de fluids oscil·latoris. O de manera similar, per a objectes que oscil·len en un fluid en repòs. Per a un nombre petit de Keulegan-Fuster predomina la inèrcia, mentre que per a nombres grans les forces d'arrossegament (turbulència) són importants.
El nombre de Keulegan-Carpenter porta el nom de Garbis H. Keulegan (1890-1989) i Lloyd H. Carpenter, i es defineix com:
{\displaystyle K_{C}={\frac {V\,T}{L}},}
on:
- V = amplitud de l'oscil·lació de la velocitat del flux (o l'amplitud de la velocitat de l'objecte, en cas d'un objecte oscil·lant)
- T = període de l'oscil·lació
- L = escala de longitud característica de l'objecte, per exemple, el diàmetre d'un cilindre sota càrrega d'ondades.

Un paràmetre estretament relacionat, també utilitzat sovint per al transport de sediments per les ones aquàtiques, és el paràmetre de desplaçament δ:
{\displaystyle \delta ={\frac {A}{L}},}
amb 
- A = amplitud d'excursió de partícules fluides en flux oscil·latori
- L = diàmetre característic del material de sediment.

Per al moviment sinusoidal del fluid, A està relacionat amb V i T com A = VT/(2π), i:
{\displaystyle K_{C}=2\pi \,\delta .\,}
El nombre de Keulegan-Carpenter es pot relacionar directament amb les equacions de Navier-Stokes, observant les escales característiques dels termes d'acceleració:
- acceleració convectiva: {\displaystyle (\mathbf {u} \cdot \nabla )\mathbf {u} \sim {\frac {V^{2}}{L}},}
- acceleració local: {\displaystyle {\frac {\partial \mathbf {u} }{\partial t}}\sim {\frac {V}{T}}.}

Dividint aquestes dues escales di’acceleració dona el nombre de Keulegan-Carpenter.
Un paràmetre una mica similar és el nombre de Strouhal (St), en forma igual al recíproc del nombre Keulegan-Carpenter. El nombre de Strouhal dona a la freqüència del despreniment de vòrtex resultant de col·locar un objecte en un flux constant, de manera que descriu la inestabilitat del flux com a conseqüència d'una inestabilitat del flux a sota de l'objecte. Per contra, el nombre de Keulegan-Carpenter està relacionat amb la freqüència d'oscil·lació d'un flux inestable en el qual es col·loca l'objecte.